# Engyprosopon obliquioculatum
Engyprosopon obliquioculatum és un peix teleosti de la família dels bòtids i de l'ordre dels pleuronectiformes. Va ser descrit per Henry W. Fowler el 1934.

## Morfologia
Pot arribar als 7,6 cm de llargària total.

## Distribució geogràfica
Es troba a les costes de Sri Lanka i les Filipines.